# 609 Fulvia
609 Fulvia је астероид главног астероидног појаса. Приближан пречник астероида је 54,17 ,
а средња удаљеност астероида од Сунца износи 3,084 астрономских јединица (АЈ).
Инклинација (нагиб) орбите у односу на раван еклиптике је 4,188 степени, а орбитални период износи 1978,891 дана (5,417 година). Ексцентрицитет орбите астероида износи 0,041.
Апсолутна магнитуда астероида износи 10,00 а геометријски албедо 0,060.
Астероид је откривен 24. септембра 1906. године.